# Ketanireng
Ketanireng is een bestuurslaag in het regentschap Pasuruan van de provincie Oost-Java, Indonesië. Ketanireng telt 3663 inwoners (volkstelling 2010).